# Shovkat Mammadova
Shovkat Mammadova, född 1897, död 1981, var en azerisk operasångare.  
Hon blev 1915 den första professionella kvinnliga operasångaren i Azerbadzjan. 